# تابستانی و زمستانی
تابستانی و زمستانی (انگلیسی: Summerlicious and Winterlicious) دو جشنواره غذا هستند که هر سال در تورنتو، انتاریو، کانادا برگزار می‌شوند. زمستانی در دو هفته اول فوریه اجرا می‌شود که معمولاً یکی از ضعیف‌ترین زمان‌های سال از نظر بازدیدکنندگان رستوران است. در طول رویدادها، رستوران‌های بزرگ از سراسر شهر، منوی محدودی از شام‌های ثابت را با تخفیف نسبت به قیمت‌های معمولی ارائه می‌دهند.